# Solax

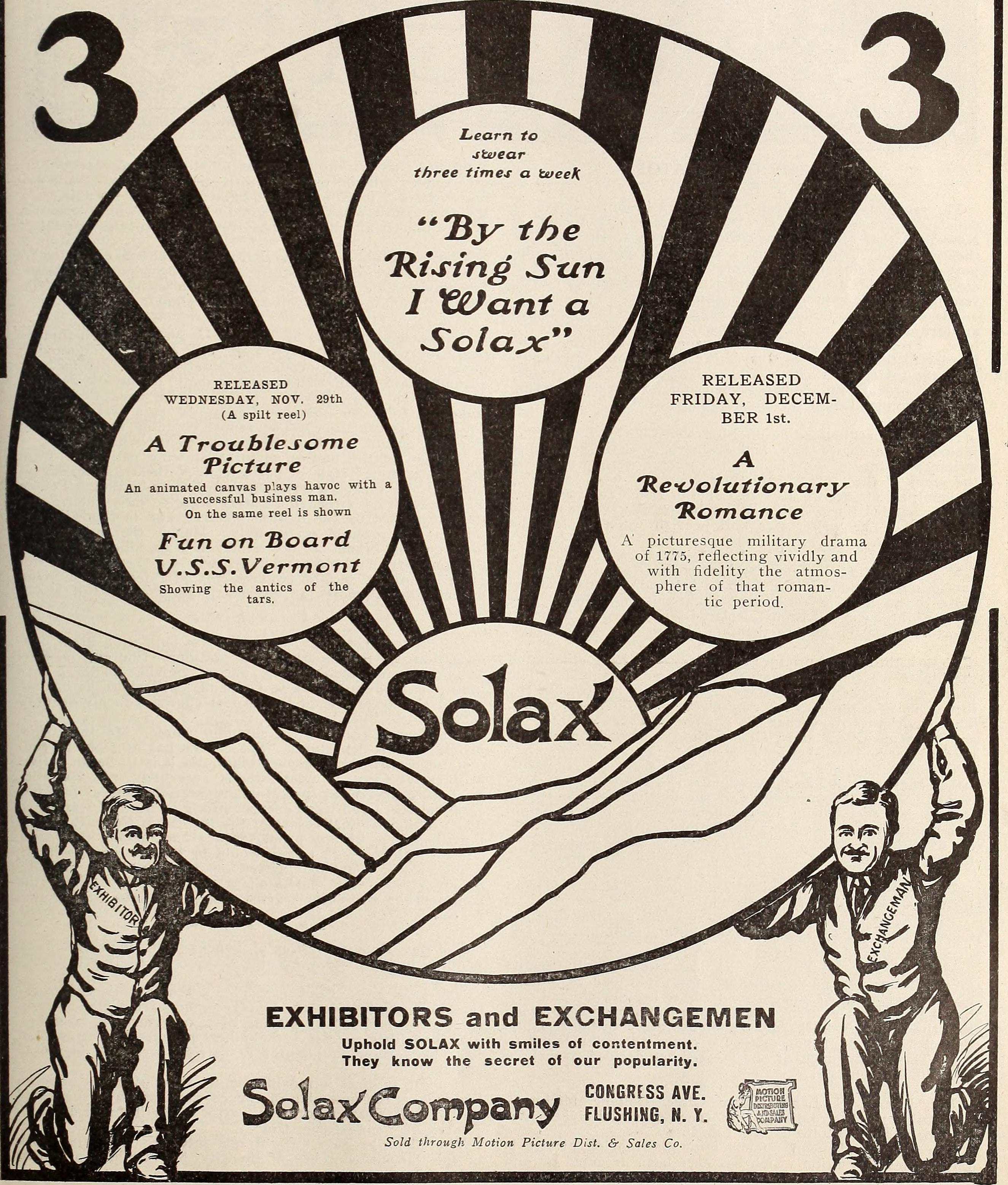
Solax Company

Solax va ser una companyia cinematogràfica fundada als Estats Units per Alice Guy, la primera dona cineasta de la història, l'any 1910.

## Història

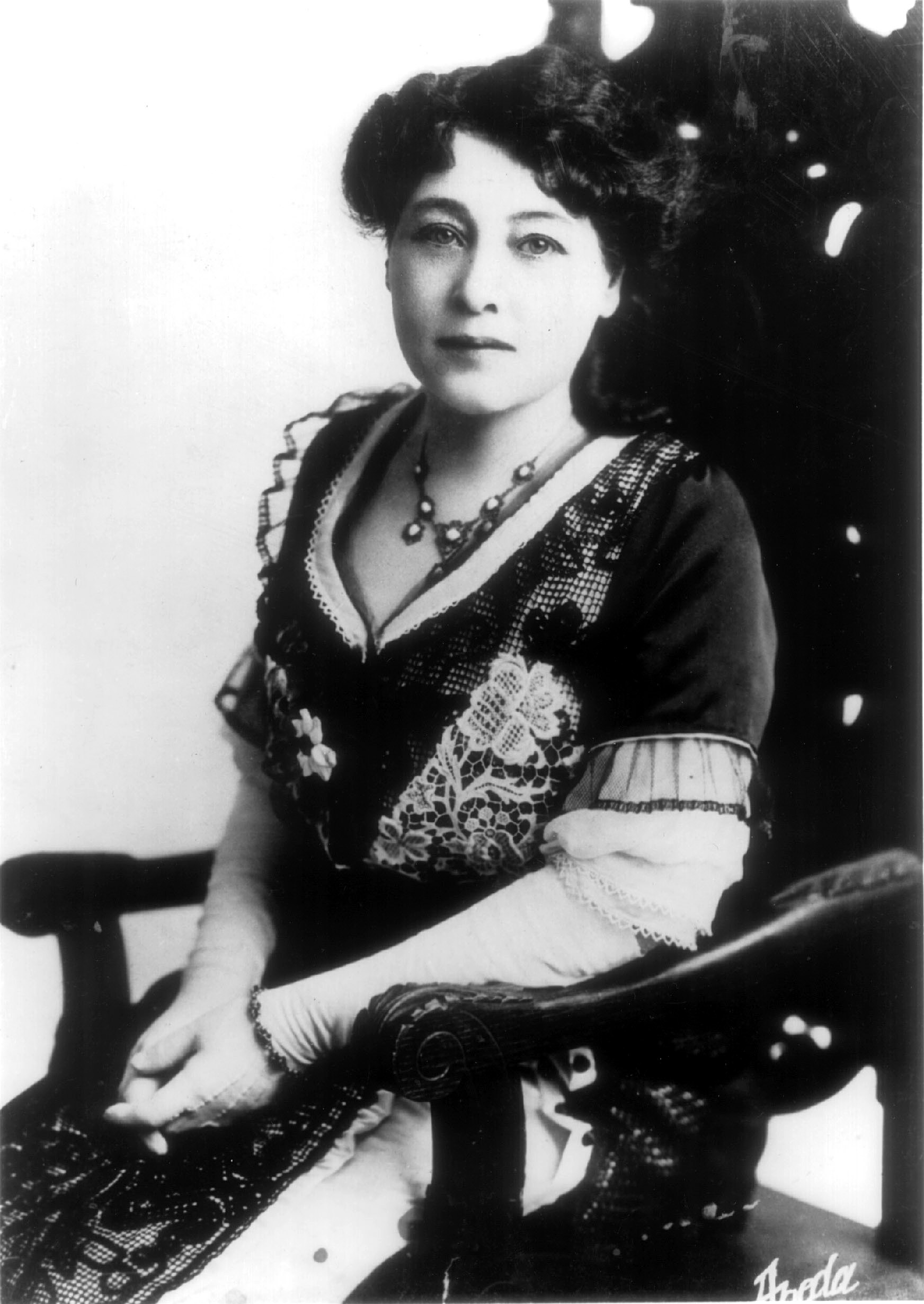
Alice Guy, fundadora de Solax

### Fundació
Alice Guy va començar escrivint, dirigint i produint pel·lícules a França per la companyia Gaumont aproximadament un any després de la presentació pública del cinematògraf dels Lumière a 1895.
Guy va emigrar als Estats Units amb el seu marit Herbert Blaché l'any 1907 per comercialitzar el cronòfon de Gaumont. Però al 1910, veient que l'estudi que Gaumont havia fet construir a Flushing (Long Island, NY) no s'utilitzava gaire degut a la decadència del cronòfon, va fundar la companyia Solax amb el seu marit per reprendre la producció de les seves pel·lícules utilitzant aquest estudi. Allà Solax Company va créixer fins a 1912.

### Solax Studios
Gràcies a que el cinema estava deixant de ser una indústria tècnica per convertir-se en tota una atracció pública i econòmica, els Guy-Blaché es van permetre invertir en la construcció d'un segon estudi a Fort Lee (Nova Jersey), on es trobava un dels nuclis cinematogràfics més importants dels Estats Units.
L'edifici que ara albergava la companyia permetia albergar cinc sets al mateix temps, així com una estructura dissenyada per Alice Guy que col·locava les finestres del set de manera que fos possible que es veiessin espais exteriors reals a les filmacions.
L'estudi també tenia els seus propis laboratoris, maquinària i sales fosques per a la producció física de les pel·lícules, sales de projecció per a la revisió dels films, e inclús departaments de creació de vestuari i decorats.

### El final de Solax
Blaché va decidir crear la seva pròpia companyia a 1913, Blaché Features. Durant un temps, ambdues companyies van conviure compartint l'estudi i els recursos cinematogràfics (actors, attrezzo...), però aviat Solax Company va ser absorbida per Blaché Features fins que va desaparèixer completament l'any 1914.

## Filmografia seleccionada
- A Child's Sacrifice (1910)

- Cupid and the Comet (1911), pel·lícula on es fa servir el transvestisme per parodiar els matrimonis heterosexuals.

- Greater Love Hath No Man (1911)

- The Violin Maker of Nuremberg (1911)

- Mignon (1912)

- Algie the Miner (1912), pel·lícula on es capgiren els rols i es dona a entendre que Algie és homosexual.

- Falling Leaves (1912)

- The Sewer (1912)

- Fra Diavolo (1912)

- Two Little Rangers (1912), un western amb protagonistes femenines.

- A Fool and His Money (1912), possiblement la primera pel·lícula americana amb un càsting sencer de persones de color.

- The Girl in the Armchair (1912), pel·lícula on es fan servir superposicions d'imatges per donar a entendre pensaments o somnis.

- Beasts of the Jungle (1913)

- Dick Witthintong and His Cat (1913)